# Seichō Matsumoto
Pour les articles homonymes, voir Matsumoto.
Seichō Matsumoto (松本 清張, Matsumoto Seichō) est un auteur japonais de romans policiers né le 21 décembre 1909 à Kitakyūshū et mort le 4 août 1992.

## Biographie
Auteur prolifique, Matsumoto a écrit plus de 450 œuvres, en quatre décennies, jusqu'à sa mort en 1992. Bien qu'il ait publié de nombreux romans, ce sont ses récits policiers qui l'ont rendu célèbre. Les œuvres de Matsumoto ont créé une nouvelle tradition dans le roman policier japonais. Matsumoto incorpore dans leurs intrigues des éléments de la psychologie humaine et de la vie quotidienne. C'est pourquoi il est souvent comparé à Georges Simenon. En outre, une des caractéristiques majeures de son œuvre est que le crime lui-même et son contexte sont décrits avec une grande minutie, les descriptions offrant un luxe de détails. Ses récits sont souvent liés au thème des trains, d'ailleurs, son roman le plus célèbre demeure son premier roman policier, intitulé Tōkyō express (Ten to sen), paru en 1958.
Il a reçu le prix Akutagawa en 1952 et le prix Kan Kikuchi en 1970, ainsi que le prix des auteurs japonais de romans policiers en 1957. Il a été le président du Mystery Writers of Japan de 1963 à 1971.

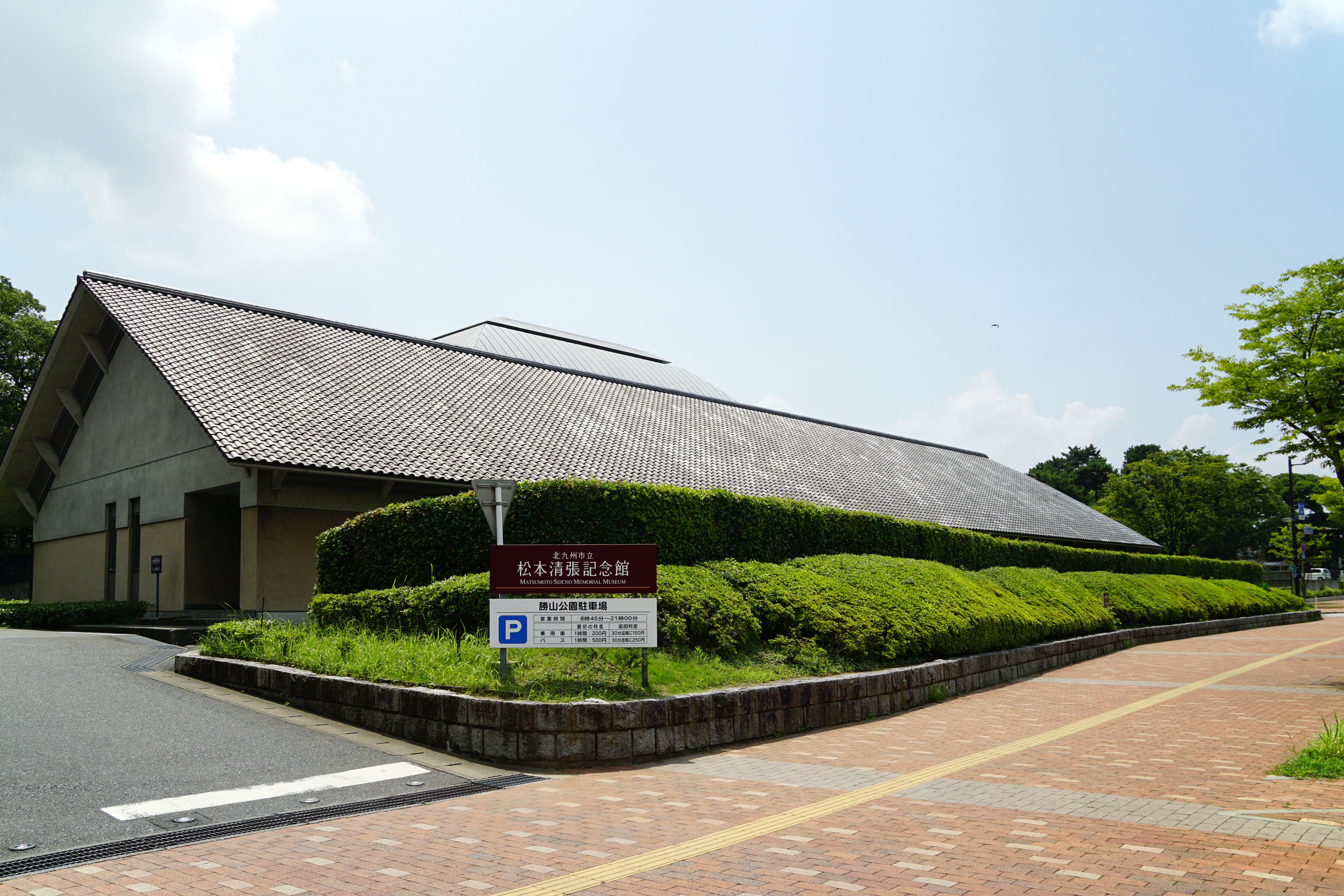
Musée mémorial Seichō Matsumoto

Un musée-memorial qui lui est dédié est inauguré en 1998 à Kitakyūshū.

## Œuvres traduites en français
- 1955 : La Voix (声?), six nouvelles (Le Complice ; Le Visage ; Au-dessus de tout soupçon ; Le Roman-feuilleton ; La Voix ; La Collaboratrice d'une revue de haïkus) traduites par Karine Chesneau, Arles, Éditions Philippe Picquier, 1992 ; réédition, Arles, Éditions Philippe Picquier, coll. « Picquier poche » no 44, 1996  (ISBN 2-87730-260-1) (À noter que la nouvelle Le Roman-feuilleton a été publiée en 1985, de manière indépendante, dans une traduction de Gérard de Chergé et avec des illustrations de Jean Louis Tripp, par Gallimard dans la collection  Futuropolis, sous le titre Journal local.)
- 1958 : Le Rapide de Tokyo (点と線?), traduction adaptée de la traduction américaine par François Martellière, Paris, Éditions du Masque, coll. « Le Masque » no 1695, 1982  (ISBN 2-7024-1377-3)
- 1958 : Tokyo Express (点と線?), roman traduit par Rose-Marie Makino-Fayolle, Arles, Éditions Philippe Picquier, 1989 ; réédition, Arles, Éditions Philippe Picquier, coll. « Picquier poche » no 10, 1994  (ISBN 2-87730-188-5) (Nouvelle traduction de Ten to sen (点と線), roman précédemment paru sous le titre de Le Rapide de Tokyo, cette fois à partir du texte original japonais).
- 1959 : Le Point zéro (ゼロの焦点?), roman traduit par Dominique Sylvain et Frank Sylvain, Atelier Akatombo, 2018 ; réédition, Paris, 10/18, coll. « Grands détectives » no 5509, 2020  (ISBN 978-2-264-07607-6)
- 1962 : Le Vase de sable (砂の器?), roman traduit par Rose-Marie Makino-Fayolle, Arles, Éditions Philippe Picquier, 1987 ; réédition, Arles, Éditions Philippe Picquier, coll. « Picquier poche » no 70, 1997  (ISBN 2-87730-328-4)
- 1972 : Un endroit discret (聞かなかった場所?), roman traduit par Rose-Marie Makino-Fayolle et Yukari Kometani, Arles, Actes Sud, coll. « Actes noirs », 2010 ; réédition, Arles, Actes Sud, coll. « Babel noir » no 65, 2012  (ISBN 978-2-330-01076-8)